# Magyar Antal
Magyar Antal (Nagykunmadaras, 1837. október 3. – Nagykőrös, 1882. október 7.) református tanítóképzőintézeti igazgató-tanár.

## Élete
Apja, Magyar Sándor, anyja, Nagy Eszter. Testvérei: Dr. Magyar Sándor, orvos, Magyar László, ügyvéd, Magyar Pál, ügyvéd, és Magyar Mária voltak. Iskoláit a Debreceni Református Kollégiumban végezte és hosszabb külföldi egyetemi tanulmánnyal fejezte be. 1861-ben hódmezővásárhelyi gimnáziumi tanár lett. 1870-ben a nagykőrösi tanítóképzőintézet választotta meg a mennyiség- és természettan tanszékére és a kőrösi népiskoláknak társigazgatója volt. 1875-ben igazgatója lett a tanítóképzőnek, a népiskoláknak és elnöke az egyházmegyei tanítótestületnek.

## Házassága
Felesége a nemesi származású kálmándi Fitoss Emilia (1848-1882), akinek a szülei kálmándi Fitoss Ferenc (1812-1883), és Ugró Amália (1824-1906) voltak.

## Munkái
- A dunamelléki ref. egyházkerület népiskoláinak tanterve. A használandó könyvek- és taneszközökre vonatkozó utasításokkal és általános óratervvel. A dunamelléki ref. egyházkerületi közgyűlésből kiadta. Nagy-Kőrös, 1880.
- A dunamelléki reform. egyházkerületi népiskolák igazgatása, rendtartási és fegyelmi szabályai. Uo. év n.
- A nagykőrösi reform. egyházkerületi tanítóképző intézet tervezete és rendtartási szabályai. Uo. év n.
- Számtani vezérfonal. Uo. 1881.

Évenként az igazgatása alatti intézetekről Értesítőket adott ki.